# Ročinj
Ročinj este o localitate din comuna Kanal ob Soči, Slovenia, cu o populație de 329 de locuitori.